# Чакветадзе Анна Джамбулілівна
Ганна Джамбулілівна Чаквета́дзе (рос. Анна Джамбулиевна Чакветадзе, груз. ანა ჯამბულის ასული ჩაკვეტაძე, нар. 5 березня 1987, Москва) — колишня російська професіональна тенісистка.
Батько родом з Грузії, мати Наталія — з України. Грати в теніс почала з 8 років, після того, як її мама віддала в тенісну секцію. Тренувалася в дитячій міжнародній академії тенісу «Валері». Чемпіонка Росії — 2001 (у віці до 16 років), 2002 (до 18 років). Переможниця Міжнародних юнацьких ігор Співдружності Незалежних Держав, країн Балтії і регіонів Росії під патронатом МОК (2002).
Переможниця Кубка РТТ 2002 (до 18 років). Кількаразова переможниця «Кубка Європи» у складі юнацької збірної команди Росії (у віковій категорії 16-18 років). Переможниця шести юніорських турнірів ITF в одиночному розряді — одного 2 категорії, одного 3 категорії і чотирьох 4 категорії. Фіналістка юніорського Вімблдону — 2003. Переможниця одного юніорського турніру ITF 4 категорії в парному розряді.
У 2004 році на першій же своїй появі на турнірах Великого шолому сенсаційно вибила із другого кола Відкритого чемпіонату США Анастасію Мискіну з рахунком 7:6(3) 6:3. Увійшла в сотню найкращих тенісисток світу в рейтингу WTA 13 вересня під номером 91. Увійшла в першу півсотню 6 червня 2004 під номером 44. У серпні 2005 займала 24 номер світової класифікації.
У 2006 році вона здолала Єлену Янковіч, Даніелу Гантухову, Ану Іванович, Надію Петрову і Шахар Пеєр, які були у рейтингу вище, ніж Анна.
1 жовтня 2006 Чакветадзе виграла свій перший титул WTA у Гуанчжоу, Китай, перемігши у фіналі іспанку Анабель Медіну Гаррігес, а 15 жовтня виграла Кубок Кремля.
В 2007 Чакветадзе дуже успішно почала грати на турнірах, відразу вигравши свій третій титул WTA на турнірі в Гобарті, Австралія, перемігши у фіналі співвітчизницю Василісу Бардіну з рахунком 6-3, 7-6(3). Улітку Ганна виграла свій перший турнір на траві — у голландському Гертогенбосі, обігравши у фіналі Єлену Янкович. Успішним виявився для Анни американська частина сезону. Вона виграла 2 турніри: у Цинциннаті та у Стенфорді. Украй успішно виступила й у турнірах Великого шолома, дійшовши до чвертьфіналів на Australian Open і Roland Garros, а також до півфіналу US Open.
Завершила кар'єру 11 вересня 2013 року через проблеми зі спиною. Після завершення виступів працює коментатором.

## Електронні ресурси
- Профіль на itftennis.com (юніори) [Архівовано 30 квітня 2008 у Wayback Machine.]
- Анна Чакветадзе [Архівовано 17 листопада 2015 у Wayback Machine.]
- Профіль на itftennis.com (дорослі) [Архівовано 19 квітня 2008 у Wayback Machine.]
- Неофіційний сайт Анни [Архівовано 24 січня 2008 у Wayback Machine.]
- Сторінка на peoples.ru [Архівовано 3 січня 2008 у Wayback Machine.]
- Фотографія [Архівовано 13 квітня 2016 у Wayback Machine.]